# 金山神社 (名古屋市中村区)
金山神社（かなやまじんじゃ）は愛知県名古屋市中村区長戸井町1丁目2番地にある神社。

## 由緒
創建年代は不明。美濃国一宮の南宮神社から勧請したとされる神社で、現在では金山毘古など5柱を祀る。名古屋城築城の際、このあたりを流れていた笈瀬川（おいせがわ）を使って石材を運んだ際に現在の露橋付近に石切場を置いていたと伝わっており、ここで働いた石工たちの信仰を集めたとされる。かつては金山社と称していた。

### 近代
1872年（明治5年）村社に列格。1913年（大正2年）に地元の無格社（西宮社、宗像社）を合祀するとともに金山神社と改称。1927年（昭和2年）、境内地が鉄道用地となったため、現在地に遷座した。旧境内は、現在の向野橋南側であったという。地域住民の崇敬を受けるほか金属業者にも信仰され、氏子は1,500戸（1992年（平成4年））。
笈瀬川から出土した名古屋城築城の際の残石とされる石が、社務所前に2つ置かれている。

## 祭神
- 金山毘古神
- 多紀理比売命
- 多岐津比売命
- 狭依比命
- 天照大御之荒魂

## 境内社
- 御霊社など2社

## 祭事
- 1月1日：新年祭
- 1月5日：鏡開き
- 2月3日：節分豆まき会
- 4月29日：御霊社祭典
- 7月1日初め：天王祭
- 10月第2土曜・日曜：例大祭
- 12月初め：秋葉神社代参
- 12月26日：大祓式

## 当社を扱った史料
寛文年間（1661年 - 1673年）の『寺社志』、宝暦2年（1752年）の『張州府志』、文政5年（1822年）の『郡村徇行記』、天保14年（1843年）の『尾張志』などに記述がある。

## アクセス
- 近鉄名古屋線米野駅から西へ約600メートル又は黄金駅から東へ約600メートル